# Chou Chi Chun
Dans ce nom, le nom de famille, Chou, précède le nom personnel.
Chou Chi Chun (周繼春, pinyin: Zhou Jichun) est un historien des arts martiaux chinois.